# Molly Ephraim
Molly Ephraim (Filadelfia, 22 de mayo de 1986) es una actriz estadounidense que ha aparecido en cine, televisión y teatro de Broadway y Off-Broadway. Es reconocida por su papel como Mandy Baxter en la serie Last Man Standing (2011–2017) y por sus apariciones en otras producciones como Brockmire (2017), Halt and Catch Fire (2017), The Front Runner (2018) y Perry Mason (2020).

## Filmografía

### Cine
| Año  | Título                               | Papel          | Notas |
| ---- | ------------------------------------ | -------------- | ----- |
| 2008 | College Road Trip                    | Wendy Greenhut |       |
| 2010 | Paranormal Activity 2                | Ali Rey        |       |
| 2014 | Paranormal Activity: The Marked Ones | Ali Rey        |       |
| 2015 | Gravy                                | Cricket        |       |
| 2018 | The Front Runner                     | Irene Kelly    |       |

### Televisión
| Año       | Título                | Papel              | Notas             |
| --------- | --------------------- | ------------------ | ----------------- |
| 2003      | Hench at Home         | Ally Hench         | 1 episodio        |
| 2008      | Law & Order           | Anne-Marie Liscomb | 1 episodio        |
| 2009      | Royal Pains           | Beth Samuels       | 1 episodio        |
| 2010      | The Wonderful Maladys | Chica emo          | 1 episodio        |
| 2011–2018 | Last Man Standing     | Mandy Baxter       | Papel protagónico |
| 2017      | Brockmire             | Bartender          | 5 episodios       |
| 2017      | Halt and Catch Fire   | Alexa Vonn         | 5 episodios       |
| 2018      | Casual                | Jess               | 3 episodios       |
| 2019      | The Act               | Abogada            | 1 episodio        |
| 2019      | Modern Family         | Libby              | 1 episodio        |
| 2020      | Perry Mason           | Hazel Prystock     | 1 episodio        |
| 2021      | Pretty Smart          | Margot Wainwright  | 1 episodio        |
| 2022      | Angelyne              | Wendy Wallach      | 2 episodios       |
| 2022      | A League of Their Own | Maybelle Fox       | 8 episodios       |